# Réserve écologique du Mont-Gosford
La réserve écologique du Mont-Gosford est une réserve naturelle du Québec (Canada) située dans la municipalité régionale de comté du Granit. Située sur le flanc nord et ouest du mont Gosford, elle protège une sapinière à oxalide de montagne et une sapinière à épinette rouge, des associations forestières rares en Estrie.

## Toponymie
Le nom de la réserve écologique reprend le nom du mont Gosford, sur laquelle elle est située. Quant à la montagne, elle a été nommée ainsi en l'honneur de Archibald Acheson, 2e comte de Gosford. Ce dernier a été gouverneur-général de l'Amérique du Nord britannique de 1835 à 1838.

## Géographie
La réserve écologique est située dans la municipalité de Saint-Augustin-de-Woburn, elle-même située dans la municipalité régionale de comté (MRC) du Granit et la région administrative de l'Estrie. Elle a une superficie de 306,78 km2 et elle couvre les flancs nord et ouest du mont Gosford. L'altitude de la réserve varie entre 720 m pour la partie la plus basse à 1 183 m. Elle est située entièrement dans la zec Louise-Gosford.
La réserve est située entièrement dans la zone importante pour la conservation des oiseaux du massif du mont Gosford du fait de la présence de la grive de Bicknell, une espèce endémique du nord-est de l'Amérique du Nord, nichant sur les sommets.
Le mont Gosford fait partie du massif des Chain Lakes, un bloc supracrustal faisant partie des montagnes Blanches. Le massif a longtemps été considéré comme une énigme dans la formation des Appalaches. Il est composé de roches métasédimentaires et de roches métavolcaniques qui se sont déposées au fond de la rive occidentale de l'océan Iapetus, il y a environ 685 à 483 millions d’années. Il y a 470 millions d'années, des intrusions de magma reliées à un arc volcanique ont provoqué la fusion partielle des sédiments et les ont transformés en diatexite. Les sols de la montagne sont très minces et composés de till.

## Milieu naturel
Étant donné sa position dans la montagne, la réserve ne comprend que les étages supérieurs de cette dernière. La partie la plus haute de la montagne, à une altitude supérieure à 950 m, est occupée par une sapinière à oxalide de montagne (Abies balsamea – Oxalis montana). Les pentes fortes de la montagne sont occupées par la sapinière à épinette rouge (Abies balsamea – Picea rubens), un regroupement forestier absent de la Gaspésie et des Laurentides, mais courant dans la portion américaine des Appalaches. Plus bas, la forêt est représentée par la sapinière à bouleau à papier (Abies balsamea – Betula papyrifera) et la bétulaie à sapin baumier. Ces regroupements forestiers sont typiques des hauts sommets de la région.
La réserve sert de lieu de nidification pour plusieurs espèces généralement associées à la forêt boréale. On y trouve entre autres le tétras du Canada (Falcipennis canadensis), le mésangeai du Canada (Perisoreus canadensis), le bruant fauve (Passerella iliaca) et la paruline rayée (Setophaga striata). Elle sert aussi de lieu de nidification pour la grive de Bicknell (Catharus bicknelli) un oiseau considéré comme vulnérable au Québec et menacé au Canada.